# Madurodam
Madurodam is een op 2 juli 1952 geopende Nederlandse miniatuurstad op een schaal van 1 op 25, aan het George Maduroplein in Den Haag. Dit toeristische attractiepark trekt jaarlijks circa 500.000 betalende bezoekers. Het park beslaat een totaaloppervlak van 3,7 hectare (ha). De gebouwde stad zelf meet 1,8 ha. De resterende 1,9 hectare is opgevuld met attracties, horeca en speeltuinen. De miniatuurstad heeft veelal als inspiratie gediend voor de bouw van diverse attractieparken wereldwijd zoals Legoland Billund en het Disneyland Park in Anaheim.
Het is genoemd naar George Maduro, een Curaçaose student die zich tijdens de meidagen van 1940 als cavalerieofficier in de slag om de residentie onderscheidde, en in februari 1945 in concentratiekamp Dachau overleed; zijn ouders schonken het beginkapitaal voor het project, dat door de familie Maduro wordt beschouwd als monument voor hun enige zoon.
Madurodam geeft een beeld van een Nederlandse stad en de Nederlandse samenleving door middel van ruim 435 maquettes van gebouwen uit alle delen van Nederland. Een ziekenhuis en een begraafplaats ontbreken. Sommige maquettes bewegen na inworp van een muntstuk in een muntautomaat of een contactloze betaling. In de meeste gevallen kost dit €0,20. Ook zijn er interactieve onderdelen waar de bezoeker zelf aan kan bijdragen zoals het sluiten van de Oosterscheldekering of het laden van containers in de Rotterdamse haven. Sommige onderdelen bevatten auditieve informatieve toelichting over de getoonde zaken.
Madurodam wordt een stad genoemd, maar het omvat veel miniatuurafbeeldingen van landelijke elementen van Nederland. Er zijn gebouwen uit historische binnensteden, moderne woonwijken, havengebieden, een luchthaven, kanalen, wegen, landerijen, natuurgebieden en meer. Het is een miniatuurstad 'met een glimlach': veel, soms komische, situaties uit het dagelijkse straatleven worden uitgebeeld. Voorts zijn er veel bewegende vervoermiddelen zoals: auto's, rondvaartboten, vliegtuigen, treinen en trams.

## Geschiedenis
Madurodam werd bedacht door Bep Boon-van der Starp, met het in 1929 gestichte miniatuurstadje Bekonscot Model Village in het Britse Beaconsfield als voorbeeld. Zij was lid van de Raad van Bijstand van de Stichting Nederlands Studenten Sanatorium. Deze stichting stelde Nederlandse studenten die aan tuberculose leden in staat een kuur te ondergaan en te studeren. Door een miniatuurstadje te laten bouwen hoopte mevrouw Boon-van der Starp blijvend inkomsten voor de stichting te verwerven. In Madurodam leeft haar naam voort in een fictief dorpje met de naam Starpenheuvel.
- Beelden uit 1951 van de bouw van Madurodam op een braakliggend terrein aan de rand van Den Haag.
- Minister Toxopeus heropent Madurodam in 1961.
- Madurodam wordt gereed gemaakt voor het seizoen 1967.
- Minister Bakker van Verkeer en Waterstaat opent in 1970 het nieuwe Schiphol in Madurodam.
- Bioscoopjournaal uit 1972 over Madurodam.

Toen zij de ouders van George Maduro ontmoette, schonken dezen het beginkapitaal voor het project. Sinds 1993 is in Madurodam een schaalmodel van het uit 1895 daterende geboortehuis van Maduro op Curaçao te zien nadat er van 1973 tot 1991 een schaalmodel van Willemstad heeft gestaan. Naast de maquette van het huis is een plaquette bevestigd, met de tekst In hem eert Nederland zijn oorlogshelden uit de strijd 1940-1945. Hier wordt sindsdien elk jaar op 4 mei een Dodenherdenking voor kinderen gehouden, waarbij net als bij de Nationale Dodenherdenking twee minuten stilte wordt gehouden. Hierbij worden bloemen gelegd bij het huis en de plaquette.
De inkomsten van Madurodam gaan naar goede doelen, via de Stichting Madurodam Steunfonds. Het Steunfonds verleent financiële steun aan algemeen nut beogende instellingen die zich met hun activiteiten richten op jongeren of duurzame projecten ten behoeve van jongeren. Voorbeelden van lopende projecten zijn onder andere het Jeugdsportfonds, KNCV Tuberculosefonds en Cruyff Court Laakkwartier Den Haag.
Het stedenbouwkundig ontwerp is van de Groningse architect Siebe Jan Bouma, destijds directeur van het Zuiderzeemuseum. In het midden van de jaren tachtig werd een nieuwe wijk ontworpen door de architect Carel Weeber. Begin jaren negentig werd het grondgebied van Madurodam uitgebreid en kon de nieuwe wijk worden aangelegd. Er kwam toen meer ruimte voor grote objecten zoals Luchthaven Schiphol en de Rotterdamse haven. Het vernieuwde Madurodam werd op 15 mei 1996 heropend door toenmalig Koningin Beatrix. In 2003 werd het model van de Luchthaven Schiphol vernieuwd en vergroot, tot dan toe het grootste gebouwde object in de geschiedenis van Madurodam.

### Vernieuwing en 60-jarig bestaan
Tussen 1 november 2011 en 31 maart 2012 is de opzet van het in 2012 zestig jaar bestaande Madurodam vernieuwd. De maquettes zijn nu ingedeeld in drie themagebieden: WaterRijk (water als vriend en vijand), StedenRijk (oude binnensteden) en VindingRijk (Nederland als inspiratiebron voor de wereld - architectuur, innovaties, entertainment en design). In WaterRijk is te zien hoe Nederland omgaat met water. Zo zijn de handel in de Rotterdamse haven, de technieken achter een watermolen, de Oosterscheldekering, dijken en polders te bekijken. In StedenRijk tracht men uit te beelden hoe Nederland vanuit de oude steden is gegroeid tot het huidige land. In VindingRijk is te zien wat Nederland te bieden heeft qua architectuur, innovaties, logistiek, entertainment en design.

## Burgemeester van Madurodam
Madurodam kent sinds de opening in 1952 een jeugdgemeenteraad, bestaande uit 10 scholieren van scholen in de regio. De Jeugdgemeenteraad kent een zittingsduur van één jaar. Na ieder jaar wordt er weer plaatsgemaakt voor een nieuw college van Burgemeester en Wethouders.
Bij de opening werd prinses Beatrix, die toen 14 jaar was, benoemd tot "burgemeester" van Madurodam. Toen zij op 30 april 1980 koningin Juliana opvolgde als koningin der Nederlanden, gaf ze deze nevenfunctie op, en werd zij beschermvrouwe van Madurodam. Tegenwoordig wordt de burgemeester van Madurodam gekozen door de jeugdgemeenteraad.

## Opzet

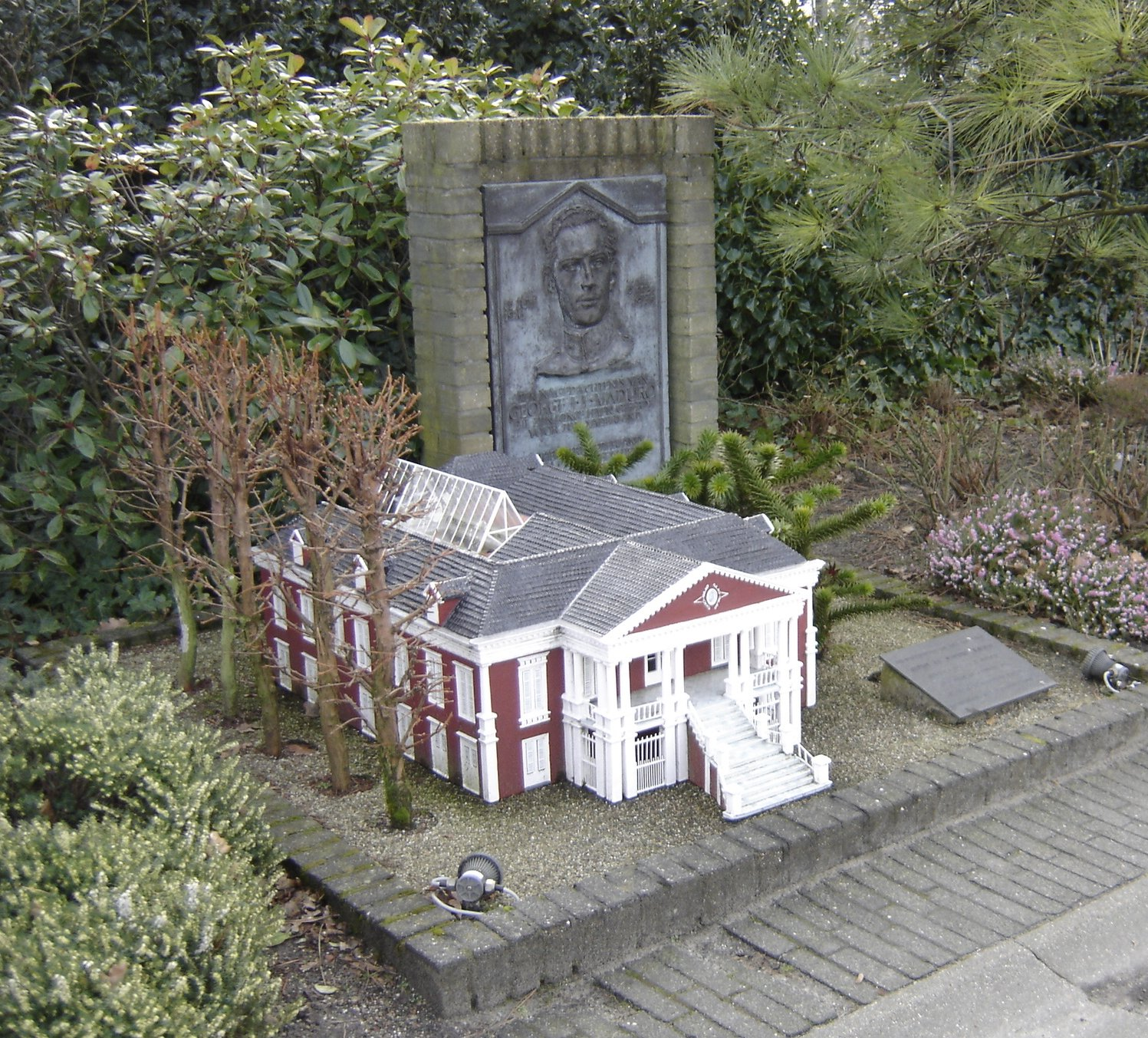
Model van het geboortehuis van George Maduro. Het echte huis, in palladianistische stijl, dateert uit 1895. Op de plaquette: In hem eert Nederland zijn oorlogshelden uit de strijd 1940-1945.

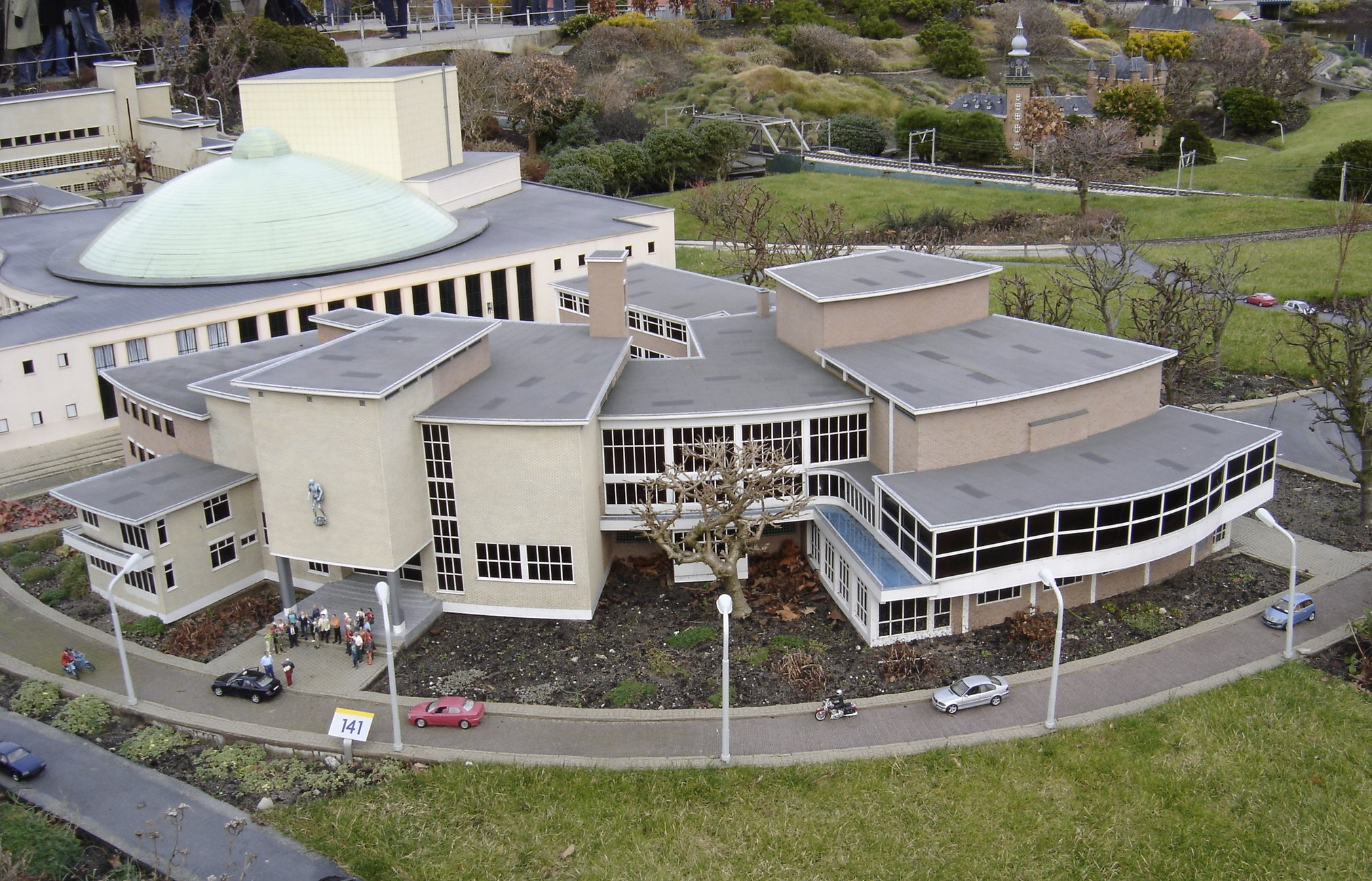
Voormalige AVRO-studio in Hilversum

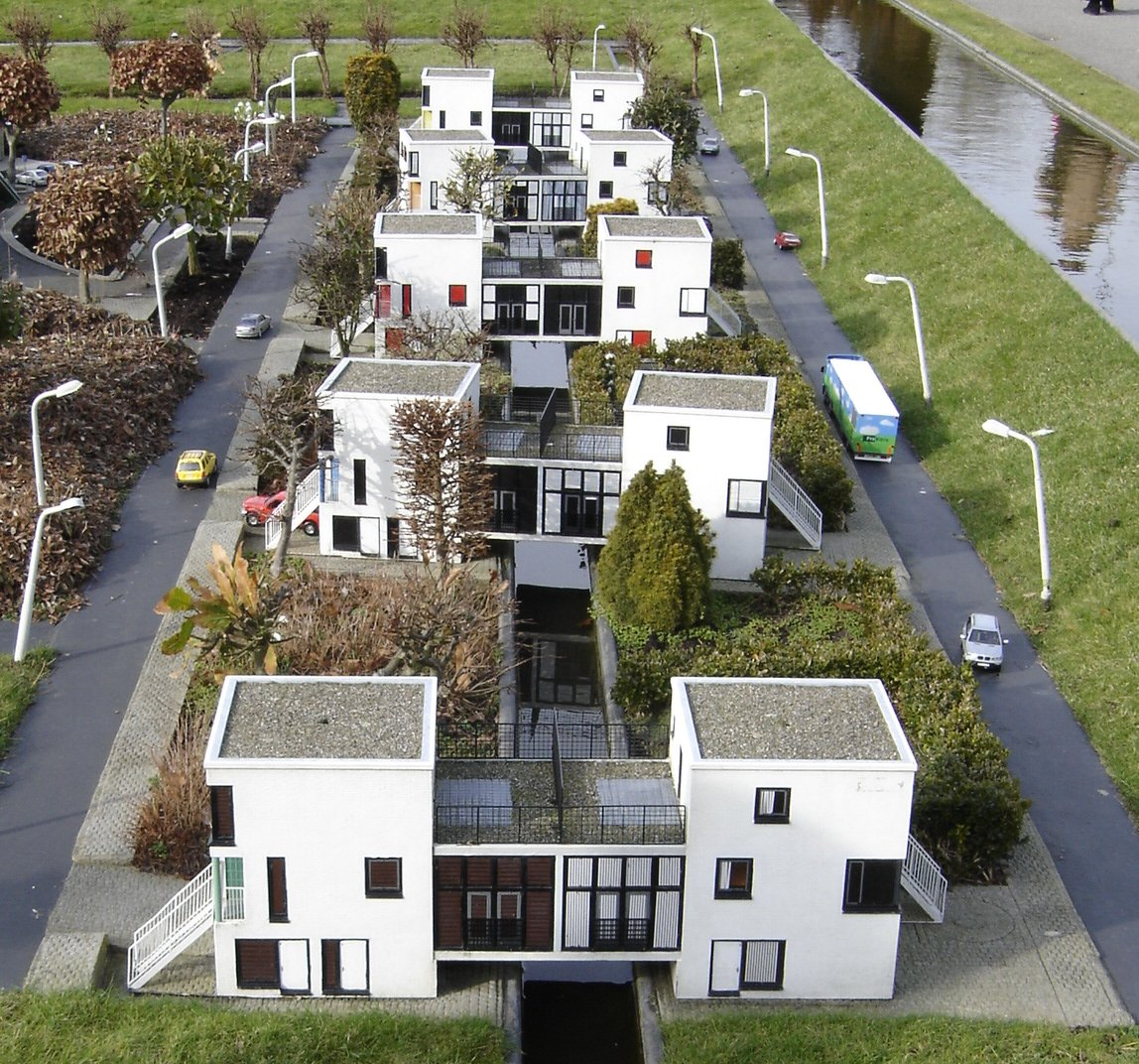
Brugwoningen in Kattenbroek (Amersfoort)

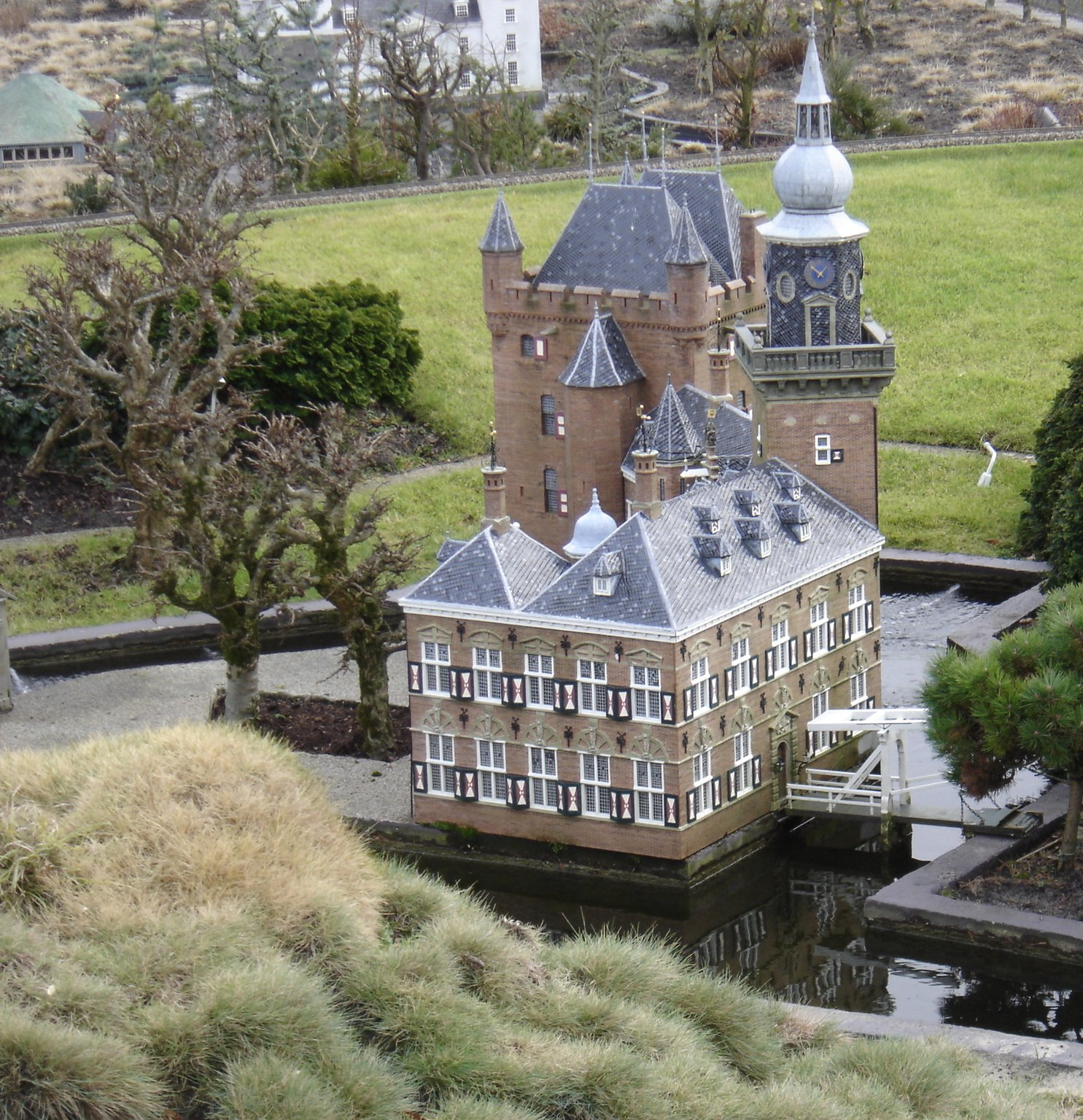
Kasteel Nijenrode (Breukelen)

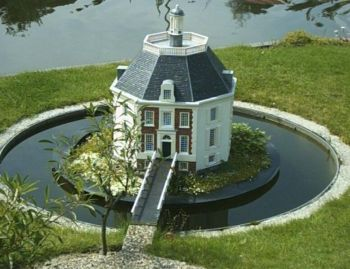
Kasteel Drakensteyn (Lage Vuursche), de woning van de eerste burgemeester van Madurodam

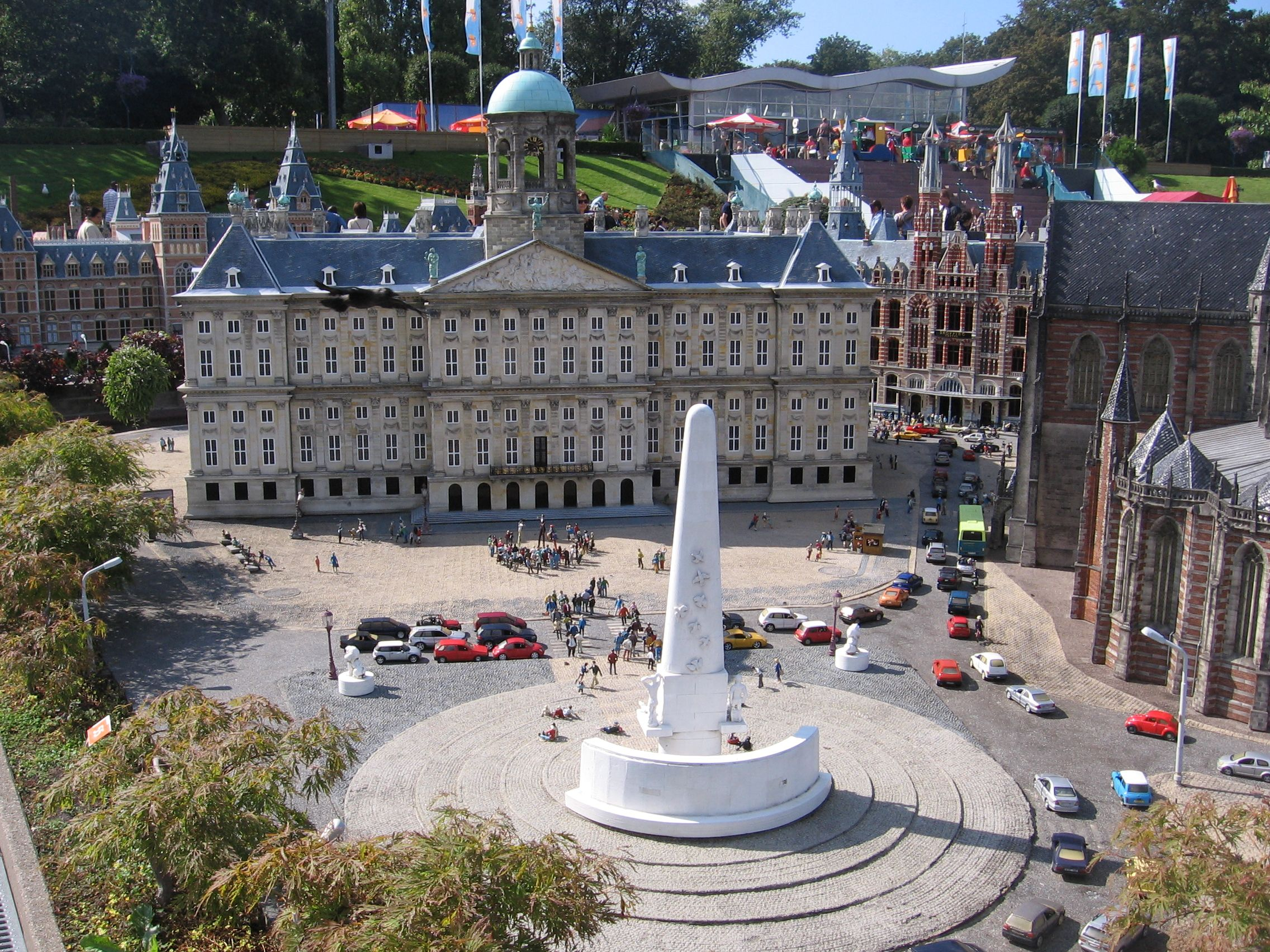
Paleis op de Dam en Nationaal Monument

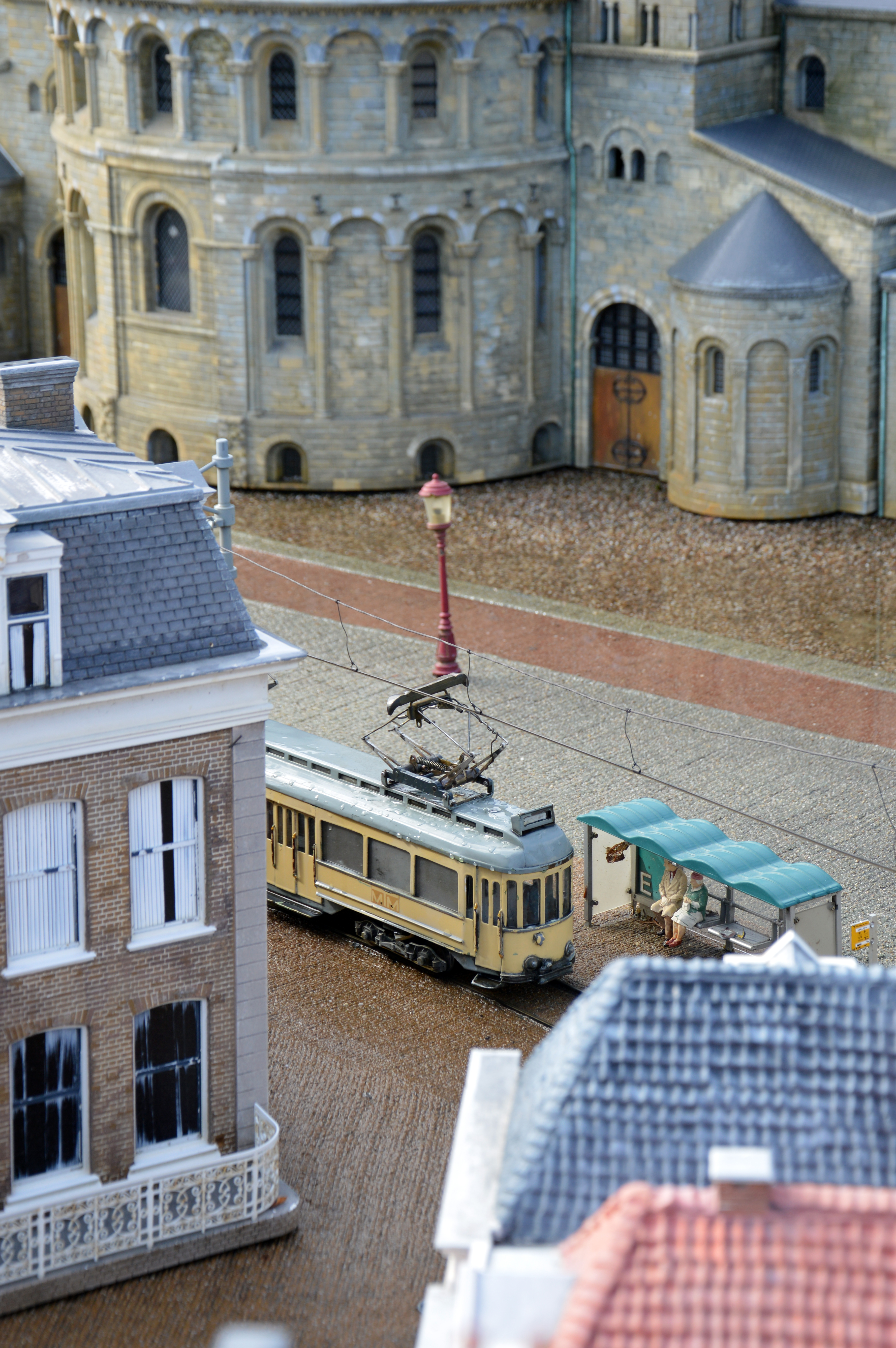
Gele Tram nabij de Onze-Lieve-Vrouwebasiliek (Maastricht)

### Bomen
In Madurodam zijn circa 5000 bomen in miniatuur te zien die in het echt metershoog worden. Het betrof bij de aanleg een miniatuurversie van het Arboretum Trompenburg in Rotterdam op schaal. Gebruikte boomsoorten zijn o.a. esdoorns, beuken, iepen en eiken en voorts: liguster, tamarix, prunus, linde en sneeuwbal. Dit zijn levende bomen van gangbare boomsoorten die door intensief snoeien klein gehouden worden, maar wel in een natuurlijke vorm worden bijgesnoeid. Het ging bij de aanleg om een oppervlak van ongeveer honderd vierkante meter in de vorm van een stadspark met wandelpaden, waterpartijen en bruggetjes naast struiken, de boomsoorten en bodembedekkende planten.

### Maquettes
Alle maquettes en schaalmodellen in het stadje worden door Madurodam zelf vervaardigd in het eigen atelier. De gebouwen werden aanvankelijk met de hand van hout gemaakt. Er worden voornamelijk kunststoffen gebruikt, die veelal worden verwerkt met behulp van computergestuurde freesmachines. Voor bewegende modellen wordt messing toegepast. De gebouwen die het hele jaar in weer en wind staan krijgen om de paar jaar groot onderhoud of worden geheel vernieuwd. Hierdoor kan het met name in de winter voorkomen dat er maquettes ontbreken tijdens een bezoek aan Madurodam.
In de loop der jaren zijn diverse maquettes verwijderd uit de miniatuurstad, terwijl nieuwe gebouwen hun plek innamen. Ook is door de aanleg van nieuwe (grote) attracties de oppervlakte voor maquettes kleiner geworden waardoor onder andere de maquettes in het dorp Starpenheuvel en omgeving zijn verdwenen.

### Luchthaven Schiphol
Het in 2003 vernieuwde complex van de Luchthaven Schiphol is het omvangrijkste model en ligt in het middelpunt van Madurodam. Het omvat onder andere het luchthavengebouw met Schiphol Plaza, pieren, verkeerstorens, platform met vliegtuigen van diverse luchtvaartmaatschappijen, Zuidtangent, monorail en parkeerterreinen. Langs de luchthaven ligt een autosnelweg met rijdende auto’s en vrachtwagens.

### Modelspoorbaan
De modelspoorbaan van Madurodam is met een lengte van circa vier kilometer de grootste modelbaan op deze schaal ter wereld. De spoorwijdte was oorspronkelijk 56 mm (bij een schaal 1:25 ongeveer overeenkomend met normaalspoor), later is deze wat minder geworden.
De spoorlijn is in feite een enkelsporige lus, die met diverse kronkelingen, deels als dubbelsporige lijn, door het landschap kronkelt. De hoofdlijn is geheel geëlektrificeerd met 2.000 bovenleidingportalen in de stijl van de jaren vijftig. De bovenleidingspanning is 30 volt (voorheen 40 volt). Daarnaast zijn er enkele korte pendellijntjes zonder bovenleiding die los staan van de hoofdlijn.
In het spoorwegnet liggen vier stations en negen bruggen. In de werkplaats ligt een opstelterrein met acht sporen. De (hoofd)baan is verdeeld in 33 blokken. Hierop kunnen maximaal twaalf treinen tegelijkertijd rijden. Op plekken waar wegen de hoofdlijn kruisen zijn echt werkende miniatuurspoorwegovergangen te zien met slagbomen die dichtgaan zodra er een trein passeert.
Oorspronkelijk waren er twee grotere stations: 'Centraal Station’ en 'Havenstation’ (later Station Eindhoven). Deze zijn in de loop der jaren vervangen door respectievelijk Station Groningen en Station Utrecht Centraal. Ook was er een station Rotterdam Blaak. Daarnaast zijn er kleinere stations: Station Valkenburg en Station Enkhuizen.
Op 12 juli 2007 werd in Madurodam het toekomstige Station Utrecht Centraal onthuld. Dit was het eerste gebouw dat al in Madurodam te zien was voor het in het echt gebouwd was. Het echte gebouw was gereed in 2016. Dit station kwam in de plaats van Station Eindhoven. Sinds oktober 2009 heeft Madurodam ook een miniatuurversie van de HSL-Zuid. Onderdeel van deze 150 meter lange lijn is een 20 meter lang model van de Brug Hollandsch Diep.
Grote spoorbruggen die in de spoorbaan van Madurodam liggen zijn onder andere De Hef te Rotterdam, de Spoorbrug Dordrecht, de Brug Hollandsch Diep en enkele vakwerkbruggen (o.a. de Hedelse spoorbrug en de Kali Progobrug ('Begemannbrug').
Er is ook een dvd die laat zien hoe het spoorwegtraject eruitziet vanuit het gezichtspunt van de 'machinist'. In samenwerking met de technische dienst van Madurodam filmde regisseur Ben Mathon de beelden in high-definition. De HD-camera werd hiervoor op een dieplader gemonteerd die door een loc over het vier kilometer lange traject werd voortgeduwd, zodat het lijkt alsof de toeschouwer zelf in de miniatuurtrein zit. Het station 'Strand' is anno 2013 verdwenen.
Vanaf het begin was er ook een trambaan die van het dorpje Starpenheuvel langs het Centraal Station (sinds 1981 Station Groningen) en het Vredespaleis naar de Ambachtsschool liep. Deze lijn is opgebroken en vervangen door twee korte ringlijntjes, in een historische stadswijk en in een moderne wijk.

#### Rollend materieel
Alle treinen in Madurodam zijn met de hand gemaakt van messing en polyester. Het rollend materieel van de spoorwegen rijdt per jaar 15.000 kilometer en gaat net als zijn grote voorbeeld regelmatig voor revisie naar de werkplaats. Bij de start werden treinen gemaakt door Amsterdamse, Haagse en andere modelbouwers, en locomotieven onder meer door de bedrijfsscholen van de NS.
In Madurodam hebben in de loop der jaren vele treintypen gereden. Van het nog rijdende materieel zijn er ook typen die in de werkelijkheid niet meer in dienst zijn. Hieronder een overzicht van de modeltreinen die hebben rondgereden (ook van treinen die inmiddels buiten dienst zijn). Alle treintypen zijn van de  Nederlandse Spoorwegen (NS), de tramtypen zijn van de Haagse Tramweg Maatschappij (HTM), in Madurodam aangeduid met MTM (Madurodamse Tramweg Maatschappij). Daarnaast hebben in de beginjaren ook Duitse D-treinrijtuigen gereden en een elektrisch rangeerlocje naar Duits model.

##### Locomotieven
- 200 (locomotor)
- 1100
- 1200
- 1300
- 1600
- 1700

##### Treinstellen
- Mat '46
- Stroomlijnpostrijtuig (Pec)
- Blauwe Engel (Plan X)
- Hondekoptreinstel (Mat ’54)
- Plan V (Mat ’64)
- Motorpost (mP)
- Sprinter (SGM)
- Wadloper (DH1)
- Koploper (ICM)
- Dubbeldekker (VIRM)
- Thalys (op de Hogesnelheidslijn)

##### Rijtuigen
- Stalen D (bagagerijtuig)
- Personenrijtuig (Plan D)
- Postrijtuig (Plan C)
- CTO meetrijtuig
- Intercityrijtuig (ICR)
- Dubbeldekker (DDM)
- Diverse typen goederenwagens

##### Stoomtrams
Twee stoomtrams bestaande uit een rijtuig met de locs 26 en 7742 (Bello) van de SHM

##### Elektrische trams
- Gele Tram (HTM)
- Vierasser type 200 (HTM)
- PCC-car 1000 (HTM)
- PCC-car 1100 (HTM)
- HTM gelede tram
- Haagse RegioCitadis (RandstadRail)

### Attracties
Madurodam wil een dagattractie worden welke niet afhankelijk is van de weersomstandigheden aangezien Madurodam ook in de winter open is. Sindsdien heeft Madurodam vijf nieuwe attracties geopend en één omgebouwd. In de zomer van 2025 opent de eerste attractie met een ritsysteem in Madurodam, welke de Windjager gaat heten. 

#### Zo groot is oranje
In 2014 opende de nieuwe attractie Zo groot is oranje, in deze attractie kunnen bezoekers de EK-finale van 1988 herbeleven. Naast het herbeleven van de EK-finale is het voor kinderen ook mogelijk om te voetballen op een van de voetbalveldjes. In 2019 zijn er diverse nieuwe activiteiten toegevoegd aan de attractie, waaronder een 3D-scanner waar mensen zichzelf in een voetbaltenue kunnen zien en een speciale app voor op de mobiele telefoon waar het mogelijk is om digitale poppetjes voetbaltrucjes te laten doen. De attractie is gesloten in 2023.

### Het Hof van Nederland
Op maandag 20 juli 2015 is de nieuwe attractie Het Hof van Nederland geopend. In de beleving zijn toeschouwers aanwezig bij de eerste vrije Statenvergadering van de Hollandse steden in 1572. Voor de bouw van deze beleving heeft Madurodam Jora Vision ingeschakeld. 

### Het verhaal van George
In 2016 opende Madurodam Het verhaal van George, in deze attractie word je in een speciaal theater meegenomen in het levensverhaal van oorlogsheld George Maduro, waar het park naar vernoemd is. De bezoekers komen direct na de entree terecht bij deze attractie waar ze een introductie over het park krijgen.

### Nieuw Amsterdam
Op 24 Juli 2017 opende Nieuw Amsterdam, in deze attractie beleef je de geschiedenis van Nieuw Amsterdam, die nu New York is geworden.

### De Waterwolf
In 2018 opende Madurodam de Waterwolf, in deze attractie kunnen bezoekers het ‘waterbeest’ temmen door eigenhandig het Haarlemmermeer leeg te pompen.

### The Flying Dutchman
Op 9 Augustus 2020 opende de nieuwe attractie The Flying Dutchman, in deze attractie ga je rond Nederland en kom je ook andere dingen tegen. Dit attractie is een vliegsimulator.

### De Hollandse Meesters
In 2023 opende een nieuwe attractie: De Hollandse Meesters, dit attractie is een walkthrough attractie door bekende Nederlandse schilders. Deze attractie lijkt op een Cakewalk.

### De Windjager
In 2025 opende de Windjager, een darkride dat gaat over de geschiedenis van de molen.

## Bereikbaarheid
HTM-tramlijn 9 is zowel vanaf station Den Haag Centraal als vanaf station Den Haag HS de snelste verbinding en stopt tegenover de ingang. HTM-bus 22 stopt iets verderop.